# Липпенс, Вилли
Виллем Герард Липпенс (нидерл. Willem Gerard Lippens; род. 10 ноября 1945, Бедбург-Хау, Северный Рейн) — нидерландский футболист, полузащитник.

## Клубная карьера
Липпенс большую часть своей карьеры играл за немецкие клубы. Он играл за «Рот-Вайсс Эссен» с 1966 по 1976 год и в 1979—1981 годах. С 1976 по 1979 год он играл за Боруссию Дортмунд, прежде чем уехать в США, чтобы отыграть один сезон за Даллас Торнадо.
Липпенс сыграл в 242 матчах Бундеслиги, забив 92 гола, что делает его игроком, который чаще всего появлялся в играх за Рот-Вайсс на этом уровне игры, а также его лучшим бомбардиром.

## Карьера в сборной
В 1971 году Липпенс сыграл свой первый и единственный матч за национальную сборную Нидерландов. В этом матче ему удалось забить один гол.

## Статистика

### Матчи Липпенса за сборную Нидерландов
| Матчи Липпенса за сборную Нидерландов | Матчи Липпенса за сборную Нидерландов | Матчи Липпенса за сборную Нидерландов | Матчи Липпенса за сборную Нидерландов | Матчи Липпенса за сборную Нидерландов | Матчи Липпенса за сборную Нидерландов |
| ------------------------------------- | ------------------------------------- | ------------------------------------- | ------------------------------------- | ------------------------------------- | ------------------------------------- |
| №                                     | Дата                                  | Соперник                              | Счёт                                  | Голы Липпенса                         | Соревнование                          |
| 1                                     | 24 февраля 1971                       | Люксембург                            | 6:0                                   | 1                                     | Чемпионат Европы 1972 (отбор)         |

Итого: 1 матч / 1 гол; 1 победа, 0 ничьих, 0 поражений.